# Ганвілл (Луїзіана)
Ганвілл (англ. Hahnville) — переписна місцевість (CDP) в США, в окрузі Сент-Чарлз штату Луїзіана. Населення — 2959 осіб (2020).

## Географія
Ганвілл розташований за координатами 29°57′43″ пн. ш. 90°25′13″ зх. д. / 29.96194° пн. ш. 90.42028° зх. д. (29.961953, -90.420309).  За даними Бюро перепису населення США в 2010 році переписна місцевість мала площу 16,86 км², з яких 14,39 км² — суходіл та 2,46 км² — водойми.

## Демографія
Згідно з переписом 2010 року, у переписній місцевості мешкали 3344 особи в 1230 домогосподарствах у складі 929 родин. Густота населення становила 198 осіб/км².  Було 1387 помешкань (82/км²).
Расовий склад населення:
| - 51,0 % — білих - 46,9 % — чорних або афроамериканців - 0,3 % — корінних американців - 0,1 % — вихідців з тихоокеанських островів |

До двох чи більше рас належало 1,2 %. Частка іспаномовних становила 2,8 % від усіх жителів.
За віковим діапазоном населення розподілялося таким чином: 25,6 % — особи молодші 18 років, 62,5 % — особи у віці 18—64 років, 11,9 % — особи у віці 65 років та старші. Медіана віку мешканця становила 38,9 року. На 100 осіб жіночої статі у переписній місцевості припадало 98,0 чоловіків;  на 100 жінок у віці від 18 років та старших — 91,5 чоловіків також старших 18 років.
Середній дохід на одне домашнє господарство  становив 67 999 доларів США (медіана — 56 250), а середній дохід на одну сім'ю — 79 257 доларів (медіана — 80 587). Медіана доходів становила 52 500 доларів для чоловіків та 31 940 доларів для жінок. За межею бідності перебувало 15,6 % осіб, у тому числі 25,3 % дітей у віці до 18 років та 22,1 % осіб у віці 65 років та старших.
Цивільне працевлаштоване населення становило 1634 особи. Основні галузі зайнятості: освіта, охорона здоров'я та соціальна допомога — 18,4 %, виробництво — 14,8 %, транспорт — 11,0 %, будівництво — 10,8 %.